# Partick Thistle Football Club 2017-2018
Questa voce raccoglie le informazioni riguardanti il Partick Thistle Football Club nelle competizioni ufficiali della stagione 2017-2018.

## Stagione
- In Scottish Premiership il Partick Thistle si classifica al'11º posto (33 punti), dietro all'Hamilton Academical e davanti al Ross County; allo spareggio perde contro il Livingston (1-3 complessivo) e retrocede in Championship.
- In Scottish Cup viene eliminato agli ottavi di finale dal Celtic (3-2).
- In Scottish League Cup viene eliminato ai quarti di finale dai Rangers (1-3 ai tempi supplementari).

## Maglie e sponsor
| Casa | Trasferta |

## Rosa
| N. |                         | Ruolo | Calciatore             |
| -- | ----------------------- | ----- | ---------------------- |
| 1  | Rep. Ceca (bandiera)    | P     | Tomáš Černý            |
| 2  | Sierra Leone (bandiera) | D     | Mustapha Dumbuya       |
| 3  | Scozia (bandiera)       | D     | Callum Booth           |
| 4  | Inghilterra (bandiera)  | D     | Jordan Turnbull        |
| 4  | Inghilterra (bandiera)  | D     | Baily Cargill          |
| 5  | Irlanda (bandiera)      | D     | Niall Keown            |
| 6  | Ghana (bandiera)        | C     | Abdul Osman (capitano) |
| 7  | Scozia (bandiera)       | C     | Blair Spittal          |
| 8  | Scozia (bandiera)       | C     | Stuart Bannigan        |
| 9  | Scozia (bandiera)       | A     | Kris Doolan            |
| 10 | Scozia (bandiera)       | C     | Chris Erskine          |
| 11 | Scozia (bandiera)       | C     | Steven Lawless         |
| 12 | Scozia (bandiera)       | P     | Ryan Scully            |
| 13 | Irlanda (bandiera)      | C     | Adam Barton            |
| 14 | Inghilterra (bandiera)  | A     | Christie Elliot        |

| N. |                             | Ruolo | Calciatore       |
| -- | --------------------------- | ----- | ---------------- |
| 15 | Irlanda del Nord (bandiera) | D     | Danny Devine     |
| 16 | Scozia (bandiera)           | D     | Paul McGinn      |
| 17 | Rep. Ceca (bandiera)        | D     | Milan Nitrianský |
| 18 | Irlanda (bandiera)          | A     | Conor Sammon     |
| 19 | Australia (bandiera)        | C     | Ryan Edwards     |
| 20 | Scozia (bandiera)           | A     | Kevin Nisbet     |
| 21 | Scozia (bandiera)           | C     | James Penrice    |
| 22 | Scozia (bandiera)           | C     | Gary Fraser      |
| 23 | Scozia (bandiera)           | P     | Jamie Sneddon    |
| 24 | Scozia (bandiera)           | C     | Andrew McCarthy  |
| 26 | Scozia (bandiera)           | A     | Neil McLaughlin  |
| 31 | Scozia (bandiera)           | C     | Callum Wilson    |
| 37 | Scozia (bandiera)           | C     | Martin Woods     |
| 39 | Inghilterra (bandiera)      | A     | Miles Storey     |

## Risultati

### Scottish Premiership

#### Play-off
| Arbitro: | Thomson |

|                        |           |            |
| Jacobs 13’ Pittman 74’ | Marcatori | 10’ Doolan |

| Glasgow 20 maggio 2018, ore 16:30 CEST Ritorno | Partick Thistle | 0 – 1      | Livingston | Firhill Stadium |
| \| \| \| \| \| \| Marcatori \| 46’ Jacobs \|   |                 |            |            |                 |
|                                                |                 |            |            |                 |
|                                                | Marcatori       | 46’ Jacobs |            |                 |